# Выборы губернатора Архангельской области (2015)
Досрочные выборы губернатора Архангельской области состоялись в Архангельской области (включая Ненецкий автономный округ) 13 сентября 2015 года в единый день голосования.
На 1 июля 2015 года в Архангельской области (включая муниципалитет «Новая Земля» на одноимённом архипелаге) было зарегистрировано 947 125 избирателей, в Ненецком АО — 33 087 избирателей. Таким образом суммарно 980 212 избирателя. Выборы выиграл Игорь Орлов набрав 53,25 % голосов избирателей.

## Предшествующие события
Предыдущие выборы губернатора Архангельской области состоялись в марте 2004 года. На них был избран на 4 года генеральный директор ОАО «Молоко» Николай Киселёв (самовыдвижение). В 2005 году выборы глав регионов по всей России были заменены на утверждение региональным заксобранием вносимой президентом кандидатуры.
В марте 2008 года президент Владимир Путин назначил губернатором (через процедуру утверждения собранием депутатов) заместителя генерального директора «Газпромипотеки» Илью Михальчука (Единая Россия) Он был наделён полномочиями на 5 лет, однако в январе 2012 года досрочно ушёл в отставку. Президент Дмитрий Медведев назначил губернатором заместителя директора по производству калининградского автосборочного предприятия «Автотор холдинг» Игоря Орлова, сначала как врио губернатора, а затем, через процедуру утверждения собранием депутатов, губернатором на пятилетний срок. А через три месяца, в начале мая, президент Дмитрий Медведев подписал закон, возвращавший в России прямые выборы глав регионов. Закон вступил в силу 1 июня 2012 года.
Полномочия Орлова истекали в феврале 2017 года, однако уже в мае 2015 Орлов досрочно подал в отставку и при этом попросил у президента Путина разрешения баллотироваться вновь (в иных случаях закон это запрещает). Путин разрешение дал и назначил Орлов врио губернатора до вступления в должность избранного на выборах.

## Ключевые даты
- 10 июня 2015 года Архангельское областное Собрание депутатов назначило выборы на единый день голосования — 13 сентября 2015 года
  - следующие 3 дня — опубликование расчёта числа подписей, необходимых для регистрации кандидата
  - период выдвижения кандидатов специально не установлен и заканчивается 29 июля, когда истекает срок приёма документов для регистрации[5]
  - агитационный период начинается со дня выдвижения кандидата и прекращается за одни сутки до дня голосования
- с 24 июня по 29 июля — период сбора подписей муниципальных депутатов и регистрация заявлений кандидатов в избирательной комиссии.
- с 15 августа по 11 сентября — период агитации в СМИ
- 12 сентября — день тишины
- 13 сентября — день голосования

## Кандидаты
| Кандидат        | Должность (на момент выдвижения) | Партия              | Статус                                         | Кандидаты в Совет Федерации                       |
| --------------- | --- | ------------------- | ---------------------------------------------- | ------------------------------------------------- |
| Рауф Габидулин  | профессор кафедры конституционного и муниципального права НОУ ВПО «Институт управления»                                                              | ПАРНАС              | выбыл по личному заявлению                     | —                                                 |
| Владимир Керцев | генеральный директор ООО «ТК ГРУПП» | Коммунисты России   | зарегистрирован                                | Андрей Пирожков Александр Смирнов Надежда Глазова |
| Надежда Краева  | куратор местных отделений в региональном отделении партии                                                                                            | Справедливая Россия | зарегистрирована                               | Ольга Епифанова Николай Мякшин Александр Митько   |
| Игорь Орлов     | врио губернатора Архангельской области | Единая Россия       | зарегистрирован                                | Виктор Павленко Сергей Ковалёв Елена Вторыгина    |
| Ольга Осицына   | индивидуальный предприниматель, депутат Архангельского областного Собрания депутатов                                                                 | ЛДПР                | зарегистрирована                               | Игорь Арсентьев Ростислав Васильев Сергей Пивков  |
| Василий Павлов  | заведующий отделом по работе с депутатским корпусом Архангельского областного отделения партии, депутат Архангельского областного Собрания депутатов | КПРФ                | зарегистрирован                                | Николай Ведров Василий Гришин Александр Новиков   |
| Игорь Падорин   | директор ООО «СКРИП КО» | Великое Отечество   | отказано в регистрации не представил документы | —                                                 |

23 июля 2015 года на очередном заседании избирательной комиссии Архангельской области было рассмотрено заявление профессора кафедры конституционного и муниципального права архангельского института управления Габидулина Рауфа Салимовича, выдвинутого партией РПР-ПАРНАС и поддержанного партиями Яблоко, партией Прогресса (Навального) и Трудовой партией, о снятии своей кандидатуры с досрочных выборов Губернатора Архангельской области. На него была возложена обязанность закрыть специальный избирательный счёт и в срок до 31 июля 2015 года представить в облизбирком итоговый финансовый отчёт.
31 июля 2015 года члены областной избирательной комиссии приняли решение зарегистрировать кандидатами на должность губернатора Архангельской области Краеву Надежду Яковлевну, выдвинутую партией «Справедливая Россия» и Керцева Владимира Юрьевича, выдвинутого партией «Коммунисты России». Кандидату от партии «Великое отечество» Падорину Игорю Борисовичу было отказано в регистрации в связи с непредоставлением необходимых документов до истечения установленного законом срока и предписано вернуть неизрасходованные денежные средства, закрыть специальный избирательный счет и предоставить в облизбирком итоговый финансовый отчёт.
6 августа 2015 года были зарегистрированы кандидатами в губернаторы Архангельской области: предприниматель из Москвы Ольга Сергеевна Осицына от ЛДПР, Игорь Анатольевич Орлов от Единой России, Василий Нестерович Павлов от КПРФ.

## Ход событий
17 августа 2015 года кандидат партии «Коммунисты России» Владимир Керцев выступил с обращением ко всем оппозиционным кандидатам (от КПРФ, ЛДПР и Справедливой России) с предложением провести в начале сентября «народные праймериз», чтобы определить наиболее сильного оппонента действующего губернатора Игоря Орлова и снять свои кандидатуры в пользу победителя праймериз.
17 августа 2015 года начинались телевизионные дебаты между кандидатами. Кандидат от ЛДПР Ольга Осицына заявила, что примет участив в дебатах с врио губернатора Игорем Орловым (Единая Россия), от дебатов с другими кандидатами она отказалось.
28 августа 2015 года в Челябинской области, где кандидат в губернаторы Архангельской области В. Ю. Керцев одновременно баллотировался в депутаты Законодательного собрания Челябинской области по списку партии «Коммунисты России», Следственным комитетом РФ по Челябинской области после проверки подписных листов в поддержку выдвижения кандидатов политической партии «Коммунисты России» было возбуждено уголовное дело по признакам преступления, предусмотренного ч. 2 ст. 142 УК РФ (подделка подписей избирателей).

## В Ненецком автономном округе

### Предвыборная кампания
6 августа 2015 года на пресс-конференции в Нарьян-Маре Игорь Орлов заявил, что не видит причин возвращаться к дискуссии об объединении области и Ненецкого автономного округа.
17 августа 2015 года, в прямом эфире ГТРК «Поморье» кандидат в губернаторы Архангельской области от КПРФ Василий Павлов высказался за пересмотр отношений с входящим в состав области Ненецким автономным округом.

Сегодняшние отношения — они не в интересах области, это я скажу однозначно. Те соглашения, которые подписаны, — не в пользу области, больше в пользу Ненецкого автономного округа. Поэтому необходимо ещё раз сесть, изучить этот вопрос и принять уже окончательное решение… нужно пересмотреть соглашение, которое сегодня существует, и найти разумное решение в интересах жителей области.

Затем последовало заявление первого секретаря Архангельского областного отделения КПРФ Александра Новикова о поддержке существующего уровня отношений между областью и Ненецким автономным округом.

Выступление Василия Павлова основано на событиях 5-летней давности и не имеет ничего общего с настоящим положением дел.

Через газету «Няръяна вындер» Василий Павлов обратился к жителям НАО со словами о том что в случае его избрания на должность губернатора

приложит все силы для развития взаимовыгодных отношений между округом и областью.

### Итоги выборов
Выборы в Ненецком автономном округе прошли при низкой явке 15,2 % (5 165 из 33 3973 избирателей включённых в списки).
Выборы выиграл Игорь Орлов — 53,57 % (2 767 избирателей). Второе место заняла Надежда Краева — 12,39 % (640 избирателей). Третье место — Василий Павлов — 12,08 % (624 избирателя). Далее Ольга Осицына — 11,02 %, (569 избирателей) и Владимир Керцев — 4,39 % (227 избирателей).
Недействительными признаны 338 бюллетеней (6,5 % от общего числа выданных).

## Итоги выборов
В выборах в приняли участие 205 737 человек, таким образом явка избирателей составила 21 %.
| Явка избирателей                                   | Явка избирателей                                   | Явка избирателей | Явка избирателей |
| -------------------------------------------------- | -------------------------------------------------- | ---------------- | ---------------- |
| Число избирателей, включённых в список избирателей | Число избирателей, включённых в список избирателей | 979 101          | 100 %            |
| Из них приняли участие в выборах                   | Из них приняли участие в выборах                   | 205 660          | 21,00 %          |
| Процент испорченных бюллетеней                     |                                                    |                  |                  |
| Из них действительных бюллетеней                   | Из них действительных бюллетеней                   | 201 161          | 97,81 %          |
| Из них недействительных бюллетеней                 | Из них недействительных бюллетеней                 | 4499             | 2,19 %           |
| Распределение голосов:                             |                                                    |                  |                  |
| 1.                                                 | Игорь Орлов                                        | 109 524          | 53,25 %          |
| 2.                                                 | Ольга Осицына                                      | 39 519           | 19,22 %          |
| 3.                                                 | Василий Павлов                                     | 23 834           | 11,59 %          |
| 4.                                                 | Надежда Краева                                     | 22 454           | 10,92 %          |
| 5.                                                 | Владимир Керцев                                    | 5830             | 2,83 %           |

Выборы выиграл Игорь Орлов, набравший 53,25 % голосов избирателей. 24 сентября он вступил в должность губернатора и в тот же день назначил сенатором от правительства Архангельской области мэра Архангельска Виктора Павленко. Ранее Архангельскую область в Совете Федерации представлял Константин Добрынин.